# تاشة كبود
تاشة كبود هي قرية في مقاطعة تكاب، إيران. يقدر عدد سكانها بـ 106 نسمة بحسب إحصاء 2016.